# Star Spangled Salesman
Star Spangled Salesman (br: O vendedor americano) é um Curta-metragem) de 1968 feito pelo Departamento do Tesouro dos Estados Unidos promovendo o Plano de Previdência.

## Enredo
O filme, dirigido por Norman Maurer, estrela Howard Morris como um funcionário de um estúdio de cinema e promove aos amigos o Plano de Previdência.

## Elenco
Moe Howard como Moe
Larry Fine como Larry 
Joe DeRita como Curly-Joe
Milton Berle como Dono do estúdio
Howard Morris como ele mesmo
Carol Burnett como Miss Grebs. 
John Banner como Chef de cozinha
Werner Klemperer como Patrão do Chef de cozinha
Tim Conway como Reparador de telefone 
Rafer Johnson como Reparador do telefone
Harry Morgan como TV Cop
Jack Webb como segurança
Alexandra Hay como Menina Loira (não creditada